# Naked War
Naked War est un jeu vidéo de stratégie au tour par tour développé par Ste Pickford et John Pickford , sorti en 2006 sur Windows.

## Accueil
- Le jeu est cité dans l'ouvrage Les 1001 jeux vidéo auxquels il faut avoir joué dans sa vie.
- Eurogamer : 8/10[1]
- PC Gamer UK : 80 %[2]
- PC Zone : 85 %[3]